# Convexella magelhaenica
Convexella magelhaenica is een zachte koraalsoort uit de familie Primnoidae. De koraalsoort komt uit het geslacht Convexella. Convexella magelhaenica werd in 1879 voor het eerst wetenschappelijk beschreven door Studer. 